# Sorsogona
Sorsogona – rodzaj ryb skorpenokształtnych z rodziny płaskogłowowatych.

## Klasyfikacja
Gatunki zaliczane do tego rodzaju:
- Sorsogona humerosa
- Sorsogona melanoptera
- Sorsogona nigripinna
- Sorsogona portuguesa
- Sorsogona prionota
- Sorsogona tuberculata